# الصريوح (المضاربة والعارة)

تعديل مصدري - تعديل

الصريوح هي إحدى قرى عزلة المضاربة بمديرية المضاربة والعارة التابعة لمحافظة لحج، بلغ تعداد سكانها 179 نسمة حسب تعداد اليمن لعام 2004.